# Tiana (Sardinien)
Tiana ist ein Ort in der Provinz Nuoro in der italienischen Region Sardinien mit 431 Einwohnern (Stand 31. Dezember 2023).
Tiana liegt 53 km südwestlich von Nuoro.
Die Nachbargemeinden sind Austis, Desulo, Ovodda, Teti und Tonara.